# Aleiodes pseudoterminalis
Aleiodes pseudoterminalis är en stekelart som beskrevs av Marsh och Shaw 2001. Aleiodes pseudoterminalis ingår i släktet Aleiodes och familjen bracksteklar. Inga underarter finns listade i Catalogue of Life.